# Андон Калчев
Андон Христов Калчев (на гръцки: Αντον Κάλτσεφ) е български икономист, офицер и общественик. През Втората световна война е преводач към немското командване, активен член на Солунския български клуб и погрешно считан за основател на българската доброволческа военизирана организация „Охрана“ в Егейска Македония през Втората световна война. След войната е осъден веднъж на доживотен затвор от гръцки военен съд в Атина и втори път на смърт в Солун, като присъдата е изпълнена.

## Биография
Андон Калчев е роден na 20 септември 1910 година в костурското българско село Жужелци (днес Спилеа, Гърция). Когато след Междусъюзническата война Жужелци попада в Гърция бащата на Андон – Христо Димов Калчев емигрира в България, където се занимава с мелничарство и е член на ВМРО. В 1921 година към него се присъединява и останалата част от семейството. Установяват се в Ловеч. Андон Калчев завършва Търговската гимназия в София през 1931 година, след което следва във Висшето търговско училище в Лайпциг, Германия. Там членува в местното македонско студентско дружество. Завършва висшето си образование през 1934 година с дипломна работа на тема „Стопанското значение на река Дунав и Черно море за България“, а през 1939 година завършва докторантура. Завръща се в България и отбива военната си служба като войник в Картографския институт в София. През 1941 година е назначен на работа в Министерството на търговията, промишлеността и труда.
След поражението на Гърция от Германия през април 1941 година и връщането на българската администрация в Западна Тракия и източната част на Егейска Македония Андон Калчев е изпратен в Солун с чин подпоручик през август. Предвидено е да бъде изпратен за преводач в Суровичево. Тъй като не е открито германско комендантство там, е изпратен в Лагадина, а през септември същата година е преместен във Воден, където замества Георги Саракинов. Същия месец прави първото си служебно посещение в Костурско Във Воден се сближава с индустриалеца Антон Шупов, за чиято дъщеря Мария се сгодява на 8 юли 1942 година. Работата му включва чести посещения в селата, разговори с местните българи и оказване на морална подкрепа и защита пред германските власти. Включва се в доставките на храни от България за бедстващите райони, включително в окупираното от италиански части Костурско. През лятото на 1942 година е прехвърлен в германското комендантство в Лерин, където вероятно се сближава с Менелай Гелев. През май 1942 година посреща делегация от България в състав Тома Бакрачев, Спиро Василев, Димитър Палчев, Никола Трифонов и Георги Киселинчев.
В началото на 1943 година активността на ЕЛАС в италианската окупационна област се засилва. Италианските власти започват да раздават оръжие на местните българи, а на 5 март 1943 година в Костур е сформирана „Македонобългарски комитет при Оста“ с ръководители Пандо Макриев и Лука Диманов. Учредителният документ на организацията е изпратен на Андон Калчев, който месец по-рано прави поредно посещение в Костур и води разговори с коменданта на града Алдо Вениери. На 12 март в Костур Андон Калчев се среща и с генерал Джузепе дел Джудиче от командването на дивизия „Арецо“ в Корча, който официално обявява създаването на българската милиция. Според инспектора на гръцкото губернаторство в Солун Атанасиос Хрисохоу Андон Калчев има главна заслуга за въоръжаването на българите, докато според Георги Даскалов той се отнася резервирано към това решение.
След капитулацията на Италия през септември 1943 година ситуацията в Костурско се изостря. Германските власти се съгласяват Андон Калчев да бъде изпратен за преводач в германското комендантство в Костур и през октомври той поема поста и започва да поддържа тесни връзки с ръководителите на македонобългарския комитет в района. В началото на 1944 година е повишен в чин поручик. През май 1944 година германците се съгласяват да въоръжат две дружини от „Охрана“ във Воденско и Леринско. Действие, в което от страна на Георги Даскалов не е засвидетелствано да има участие Андон Калчев, въпреки че е в близки отношения с Георги Димчев и Димитър Цилев.
Деветосептемврийския преврат в България заварва Андон Калчев във Воден, подразделенията са разпуснати, а Андон Калчев влиза в контакт с Окръжния комитет на ГКП. На 17 септември се изтегля с годеницата си и германските части в Солун, а на следващия ден отпътуват за Скопие. Месец по-късно се намира в Битоля при комунистическия деец Георги Урдов и е със статут на свободен човек. През декември е арестуван и хвърлен в затвор, а на 24 декември е предаден на гръцките власти в Лерин заедно с Георги Димчев. Андон Калчев последователно е прехвърлен в затвор в Кожани, Солун, Атина и Егина. На 15 февруари 1946 година започва широко отразяван в гръцките медии съдебен процес срещу Андон Калчев и Джовани Равали с основно обвинение, че са военнопрестъпници. На 19 юни 1946 година са осъдени на „доживотен затвор с тежка каторжна работа за жестокости, извършени по време на войната“, присъда която Андон Калчев започва да излежава в Корфу. Вторият процес срещу Андон Калчев започва след 21 май 1948 година и завършва до края на месеца. Според историка Георги Даскалов е с пропагандна цел, развивайки се по време на Гръцката гражданска война (1946 – 1949). Солунският военен съд осъжда Андон Калчев на смърт, отхвърлена е подадената молба за помилване и присъдата е изпълнена в „Еди куле“ („Ептапиргио“) в 5:30 ч. на 27 август 1948 година, като тялото му е погребано в района на затвора. Присъдата му включва обвинения за подбудителство, извършени убийства, арести и депортации на гърци, за палежи на села, за системен тероризъм и други.

## Памет и оценка
Андон Калчев е разглеждан положително от съвременниците му местни македонски българи. Стефан Шклифов от Черешница си спомня:
| „ | Тогава България изпрати офицер, поручик от запасо на име Антон Калчев за свръзка со германското командване да не брани нас българите от издевателствата на гърцките полицаи и италианските им приятели... Со неговото идване им се посече силата на гърците и на гъркоманите. Из цело Костурско Калчев го пречекаха като господ спасител со свирки, со венци, со тъпани, со български байраци. Во полските села ягнища колеха и кой напревар да го гости. Се чудеха на униформата му, му целуваха сабята. Беше хубавец и левент со красивата българска офицерска униформа и сабя на страни. Добро направи, ама добро не пати. Со неговото идване во Костур германците и италианците спреха да убиват безразборно наши и гърци. | “ |

Андон Калчев има заслуги в освобождението на българи, заловени от германците като комунистически партизани. Партизанинът от ЕЛАС Коле Пандов си спомня: 
| „ | Калчев издейства Колето, Гилето и брачед ми Слави да бъдат ослободени от затворо като невинни българи. Ето за тая работа беше дойден Калчев – да не брани нас, българите. | “ |

Андон Калчев е възпят в песента „Летел е орел над Костурско“, влязла в репертоара на ансамбъл „Гоце Делчев“. На него е посветен разказът „Професорът от Лайпциг“ в сбирката „Беломорски разказ“ от Миломир Богданов. В чест на 100 години от рождението и 62 от разстрела на Андон Калчев, в памет на неизвестния му гроб, на 27 август 2010 година е поставена тържествено мраморна мемориална плоча до възрожденската черква „Свети Никола“ в Балчик.
Проф. д-р Георги Даскалов изследва и публикува няколко книги за егейските българи и борбите им за национално освобождение от гърците, където подробно са представени фактите за делото и участта на Андон Калчев. Проф. Добрин Минчев също публикува свой труд за „Охрана“ и за Андон Калчев.
Югославската историография, в частност Северномакедонската историография, разглежда Андон Калчев и другите преводачи като агенти на българския царски двор, фашисти и шовинисти. Гръцката историография също обръща внимание на Андон Калчев. За него пишат Атанасиос Хрисохоу, Костас Брамос, Евангелос Кофос, Полихронис Енепекидис, Георгиос Минцис, Йоанис Колиопулос, Христос Кардарас, Спирос Кузинопулос и Спиридон Сфетас. Обобщено, те разглеждат Калчев като главен организатор на „Охрана“, виновник за редица престъпления и заслужено осъден на смърт. Според гръцки твърдения на 5 април 1944 година Андон Калчев и отряди на Охрана заедно с германски части участват в клане в Клисура, при което са убити близо 300 души. Клисура е център на комунистическата съпротива в района, а също и на крилото от колаборационистката организация на Георгиос Пулос, ръководено от Андреас Панайотопулос. Според Георги Даскалов няма никакво основание да се твърди, че Андон Калчев и македонобългарският комитет са участвали в тази акция.